# Station Hampden Park
Hampden Park is een spoorwegstation van National Rail in Eastbourne in Engeland. Het station is eigendom van Network Rail en wordt beheerd door Southern. Het station is geopend in 1888.